# پاسکال تستروئت
پاسکال تستروئت (انگلیسی: Pascal Testroet؛ زادهٔ ۲۶ سپتامبر ۱۹۹۰) بازیکن فوتبال اهل آلمان است.
از باشگاه‌هایی که در آن بازی کرده‌است می‌توان به باشگاه فوتبال دینامو درسدن، باشگاه فوتبال شالکه ۰۴، باشگاه فوتبال آرمینیا بیله‌فلد، باشگاه فوتبال کیکرز اوفنباخ، باشگاه ورزشی وردر برمن، و باشگاه فوتبال اسنابروک اشاره کرد.